# Kamieńczyk (powiat wyszkowski)
Kamieńczyk (dawniej Kamieniec) – wieś w Polsce położona w województwie mazowieckim, w powiecie wyszkowskim, w gminie Wyszków. Ma status sołectwa. Leży w widłach Bugu i Liwca, 5 km na wschód od Wyszkowa. 
Dawne miasto. Kamieńczyk uzyskał lokację miejską w 1428 roku, zdegradowany w 1869 roku. Kamieniec był miastem królewskim Korony Królestwa Polskiego w województwie mazowieckim. W latach 1380–1795 siedziba kasztelanii i powiatu kamienieckiego w ziemi nurskiej. Do 1954 siedziba gminy Kamieńczyk.
W latach 1954–1972 wieś należała i była siedzibą władz gromady Kamieńczyk. W latach 1975–1998 miejscowość należała administracyjnie do województwa ostrołęckiego.
Kamieńczyk jest siedzibą rzymskokatolickiej parafii Wniebowzięcia Najświętszej Maryi Panny.
| SIMC    | Nazwa           | Rodzaj    |
| ------- | --------------- | --------- |
| 0522997 | Błonie          | kolonia   |
| 0523005 | Mała Przyjma    | osada     |
| 0522945 | Ocięte          | część wsi |
| 0522968 | Piaski Drugie   | część wsi |
| 0522951 | Piaski Pierwsze | część wsi |
| 0523011 | Rafa            | kolonia   |
| 0522974 | Rybaki          | część wsi |
| 0522980 | Rynek           | część wsi |
| 0523028 | Rzemieńszczyzna | osada     |
| 0523034 | Suwiec          | kolonia   |

## Historia

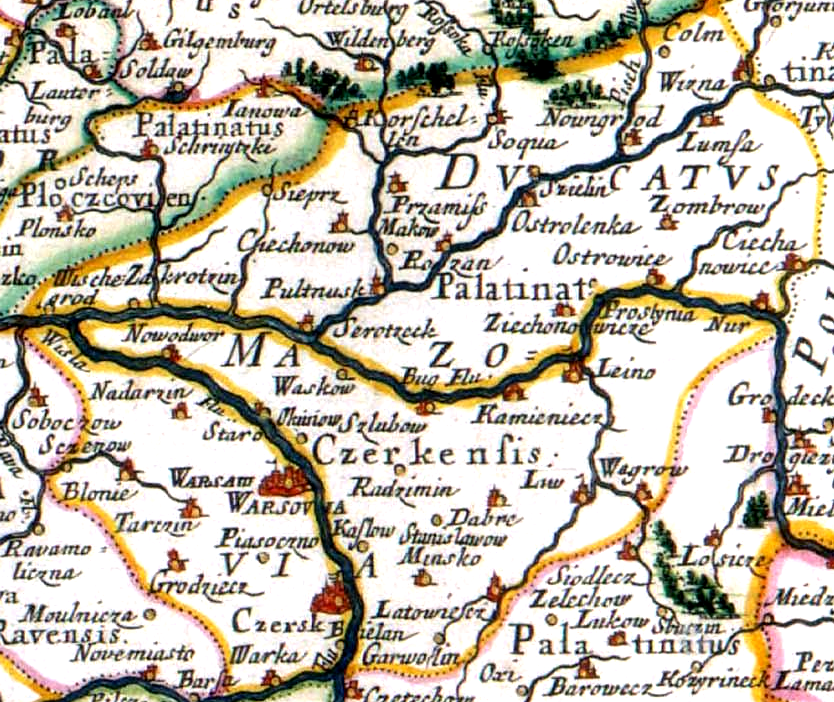
Powiat kamieniecki na mapie Księstwa Mazowieckiego z XVII wieku

W dorzecze Liwca docierały grupy plemienne z terenów Pomorza, kierując się w górę rzeki traktem pierwotnym przez Kamieńczyk. Oni to zasilali nieliczną w XIII wieku populację Mazowszan – mieszkańców Puszczy Kamienieckiej.
Za panowania księcia mazowieckiego Ziemowita III, w 1377, w trakcie obrad zjazdu panów mazowieckich w Sochaczewie, zapadła decyzja ustalająca obszar ziemi nurskiej o powierzchni ok. 3500 km², który podzielono na powiaty: kamieniecki, ok. 2000 km², nurski, ok. 1000 km², ostrowski, ok. 500 km². Podział ten trwał aż do III rozbioru Polski. Za datę wprowadzenia w życie tych ustaleń przyjmuje się rok 1380. Od tego czasu aż do 1795 Kamieńczyk funkcjonował jako miasto będące siedzibą powiatu.
Miejscowość leżąca w dolinie Bugu, w pobliżu ujścia rzeki Liwiec, znana dzisiaj jako wieś Kamieńczyk, miała więc prawa miejskie (wcześniej niż sąsiadujące z nim obecne miasto Wyszków). Do XVII wieku nosiła nazwę Kamieniec Mazowiecki.
Do dziś spotyka się pozostałości tej dawnej nazwy w innych określeniach geograficznych np. Puszcza Kamieniecka. W roku 1452 ówczesny Kamieniec Mazowiecki otrzymał od Bolesława księcia mazowieckiego prawa miejskie magdeburskie wraz z szeregiem przywilejów. Lustracja dóbr królewskich z 1565 roku wzmiankowała istnienie w mieście dworu królewskiego, 189 domów oraz komory celnej na rzece i na moście. Król Jan II Kazimierz, aby prowadzić wojnę z Kozakami, zaciągnął pożyczkę między innymi u królowej Ludwiki Marii, a zabezpieczeniem pożyczki były dobra kamienieckie z miasteczkiem Kamieńczyk.
W 1869 roku (inne źródła podają datę 1870) odebrano mu prawa miejskie – być może na skutek represji po powstaniu styczniowym.
Organizacja gmin na podstawie dekretu o urządzeniu gmin wiejskich z 2 marca 1864 roku utrzymywała podział terytorialny z 1855 roku, lecz zarząd gminy stanowił wójt na czele rady gminy i sołtysi – wszyscy wybierani na zebraniach gminnych i wiejskich pod hasłem:. „ …nie zachowania nadal dziedzicom patrymonialnej Jurysdykcji i połączonej z urzędem wójta gminy władzy.” Śladem tej „patrymonialnej jurysdykcji” były wsie Łazy i Pogorzelec – jakby wtopione w powiat węgrowski i gminę Kamieńczyk.
Od czasów Zamoyskich (ściślej Zdzisława Zamoyskiego) popularność zyskał przymiotnik „łochowski” w odniesieniu do całego kompleksu historycznych puszcz, w tym Kamienieckiej – jak podaje Lechosław Herz w przewodniku wycieczkowym „Kamieńczyk i Puszcza Kamieniecka”.
Wieś podczas II wojny światowej była dwukrotnie niszczona, w 1939 i 1944.
Do 1955 r. Kamieńczyk należał do powiatu radzymińskiego (wołomińskiego), w latach 1956-1975 i od 1999 r. do powiatu wyszkowskiego. Do 28 września 1954 r. Kamieńczyk był siedzibą gminy. W latach 1954–1972 istniała gromada Kamieńczyk. Od 1 stycznia 1973 r. miejscowość należy do gminy Wyszków.

## Sieć parafialna
Pod koniec XIV w. najbliższe kościoły parafialne były jedynie w Wyszkowie, Klembowie, Broku i Liwie. Na przełomie XIV i XV w. powstaje ośrodek kościelny w Kamieńczyku, a w drugiej połowie XV i na początku XVI w. kolejne okoliczne parafie, w tym dwie wydzielone z terytorium parafii kamieńczykowskiej: Kamionna (1488; pierwotnie planowana w Łochowie) i Stoczek (1518).

## Zabytki i atrakcje
- W 1973 roku archeolodzy odkryli w części wsi nazywanej "Suwiec"[13] cmentarzysko kultury przeworskiej[14].
- Kościół, zaprojektowany przez J.P. Dziekońskiego (wybudowany w latach 1896–1900 w miejscu[potrzebny przypis] spalonego, drewnianego) miał spaloną więźbę dachową, wybite okna i strąconą wieżę. Obecnie można zobaczyć drewnianą dzwonnicę z 1885 roku,
- pomnik poległych w powstaniu styczniowym,
- na cmentarzu parafialnym pomnik ku czci poległych w II wojnie światowej i grób dziadków Prymasa Tysiąclecia, Stefana Wyszyńskiego.
- dla upamiętnienia niegdyś bardzo ważnej działalności miejscowej ludności (Kamieńczyk był najważniejszym ośrodkiem flisackim regionu do XX wieku)[15] wzniesiono też pomnik flisaka
- W Kamieńczyku znajdują się ponadto galerie, gospodarstwa agroturystyczne oraz muzeum etnograficzne.